# Ne na mojem dvorišču
Ne na mojem dvorišču (znano tudi pod akronimom NIMBY za angleško frazo Not in my back yard) je slabšalni izraz za nasprotovanje lokalnega prebivalstva k predlogom nosilcev in izvajalcev novih projektov, ki neposredno posegajo v okoljsko in prostorsko ureditev v njihovi bližini. Prebivalci verjamejo, da so spremembe in razvoj v družbi potrebni, vendar tega ne želijo v svoji bližini. Prebivalci, ki temu napredku nasprotujejo, se včasih označujejo kot Nimbies (Nimbiji) 
NIMBY koncept (učinek) se lahko uporablja na splošno tudi za ljudi, ki se zavzemajo za določene predloge (na primer varčevalne ukrepe, kot so zmanjševanje porabe proračunskih sredstev, zvišanja davkov zaposlovanje ali odpuščanje delovne sile, vendar nasprotujejo načinu njihovega izvajanja, ki bi posledično vplival na njih. Nastanek "NIMBY" učinka je posledica strahu pred spremembami, neznanim, novim, drugačnim. Vzrok temu je tudi nepopolna obveščenost in slaba komunikacija med prebivalstvom na eni strani, ter na drugi strani naročnikom oz. izvajalcem projekta , ki je odgovoren za obveščanje o nastalih spremembah. 
Če povzamemo idejo tega učinka, gre pravzaprav za nasprotovanje skupnosti ali posameznikov gradnji ali drugim posegom v okolje, ki so načrtovani praktično na njihovem dvorišču oziroma v njihovi neposredni bližini.

## Možni sporni posegi
Posegi, ki bi verjetno povzročili nasprotovanje lokalnega prebivalstva, so:
- naftne vrtine;
- industrijske cone;
- kemične tovarne;
- vojaška oporišča in baze;
- obrati za razsoljevanje morske vode;
- odlagališča odpadkov, sežigalnice odpadkov;
- postavljanje baznih postaj mobilnih omrežij v  ali v bližini naselij;
- razvoj infrastrukture, kot so nove cestne povezave, železniške proge in metroji, letališča, elektrarne, daljnovodi za električno energijo, čistilne naprave, deponije, kanalizacijski izpusti, zapori;
- uporaba obnovljivih virov energije, kot so: vetrne in sončne elektrarne, hidroelektrarne;
- gospodarski subjekti in podjetja, ki se ukvarjajo z dejavnostjo, ki se dojema kot nemoralna, kot so pornografija, trgovanje z alkoholom, ambulante ki omogočajo uporabe medicinske konoplje;
- gradnja objektov, ki lahko znižajo ekonomsko vrednost obstoječih objektov in pa ogrozijo socialno varnost bližnjih prebivalcev (npr. zapori);
- subvecioniranje stanovanj za socialno in  finančno ogrožene, prehodne domove za  odvisnike in kriminalce, zatočišča za brezdomce in osebe ki nimajo stalnega prebivališča;
- zagotavljanje storitev za nekatere stigmatizirane skupine prebivalstva (na primer odvisnike z intravenozno uporabo mamil), metadonske klinike, programi za brezplačno deljenje injekcijskih brizg za enkratno uporabo;
- klinike za splave;
- gradnja verskih objektov (predvsem mošeje, cerkve, sinagoge, budističnih templjev);
- razvoj velikega obsega vseh vrst, kot so izgradnja velikih trgovskih središč in nekontrolirano širjenje stanovanjskih naselij.

## Vzroki za nasprotovanje
- Povečan obseg prometa: več delovnih mest, več stanovanj, več trgovin povzroča povečanje prometa na lokalnih cestah.

Industrijski objekti, kot so skladišča, tovarne, odlagališča povzročajo povečanje obsega tovornega prometa. Povzročanje škode majhnim podjetjem: Nastanek  velikih trgovskih centrov povzroča preveč konkurence lastnikom manjših lokalnih trgovin, saj prihaja do osipa kupcev ter posledično manjšega prometa in obsega poslovanja. Podobno je z gradnja novih cest, ki posledično povzroča manj prometa na manjših, starih cestah, kar vodi do izgube posla za gospodarsko dejavnost. To lahko pripelje do prekomernih stroškov za premestitev dejavnosti na drugo, boljšo lokacijo, ali do izgube ugleda in manjše konkurenčnosti lokalnega gospodarstva.
- Padanje vrednosti nepremičnin:  Stanovanjski objekti, v bližini katerih se dogajajo spremembe, kjer je preveč intenzivne gradnje, so za morebitne kupce manj zanimivi. Izgubo prihodkov s strani nepremičnin ter padanje vrednosti nepremičnin so lastniki prisiljeni nadomestiti na drug način.
- Onesnaževanje okolja, zemlje,zraka in vode: elektrarne, tovarne, kemični obrati, krematoriji, čistilne naprave, živalske farme, letališča in podobni projekti lahko, kontaminirajo zemljo, zrak in vodo v okolici. Tudi neprijetne vonjave, ki se širijo v okolici takih objektov, povzročajo negodovanje lokalnega prebivalstva.
- Svetlobno onesnaženje: Projekti, kateri vebujejo dejavnost, ki se odvija tudi ponoči,ter pri tem potrebujejo umetno osvetlitev, ali vključujejo uporabo varnostne rasvetljave (npr. ulična razsvetljava, veliki parkirni prostori) so vzrok prekomernega svetlobnega onesnaženja.
- Obremenjevanje okolja s hrupom: Poleg hrupa, ki ga povzroča promet, tudi nekateri projekti zaradi svojih značilnosti povzročajo hrup, npr. vetrnice vetrnih elektrarn, letališča in različni industrijski objekti, veliki zabaviščni centri, odprti športni objekti
- Odstopanja in neskladje z okoliško arhitekturo: Predlagani projekt je lahko neobličen, neustrezen ali prevelik. Zaradi svojih značilnosti se kot tak ne more vklopiti v krajevno arhitekturo.
- Izguba  občutka za pripadnost lokalni skupnosti: Predlogi, ki jih prinašajo ljudje, ki so novi, ki prihajajo iz drugih okolij, ki so se priselili pred kratkim, za izgradnjo številnih novih stanovanjskih objektov, kar bi bistveno vplivalo in spremenilo celotno skupnosti.
- Širjenje javnih ustanov in šol: Razlog za to je povečanje večanje števila prebivalstva na določenem območju, kar je vzrok, da bodo  zaradi povečanega števila otrok potrebni dodatni šolski objekti; ravno tako tudi projekti namenjeni za posebne skupine ljudi, ki so se pridružili skupnosti, kot so skupni domovi za starejše, domovi za osebe s posebnimi potrebami, domovi za imigrante.
- Nesorazmerne ugodnosti v korist zunanjih vlagateljev: nastajanje projektov, od katerih imajo korist ljudje, ki niso s tega območja, kot so vlagatelji, ki investirajo v komercialne projekte (tovarne, trgovski centri), ali ljudje iz sosednjih območij, v primeru regionalnih vladnih projektov, kot so izgradnja letališč, avtocest, čistilnic odplak ali odlagališč. Lokalno prebivalstvo nima možnosti vlaganja, vpliva na sam projekt,ter od njega nima družbene koristi.
- Povečanje stopnje kriminala: To se navadno nanaša na projekte, ki so zanimivi za delodajalce, saj ponujajo zaposlovanje cenene, nestrokovne delovne sile ali zaposlovanje delavcev različnih rasnih pripadnosti in manjšin. To se nanaša tudi na projekte, ki omogočajo zaposlovanje  ljudi s kriminalno preteklostjo, duševno bolnih oseb, revnih, nesocializiranim osebam ter odvisnikom. Tudi projekti, ki posredno omogočajo prodajo alkohola, dejavnost, ki se ukvarja s ponudbo medicinske marihuane, lahko posledično povezujemo s povečanim obsegom kriminala na tem območju.

## Ne na mojem dvorišču v Sloveniji
Nesoglasja oziroma konflikti in nasprotovanja so neizogiben družbeni pojav, ki se kaže na vseh področjih življenja. Lokalna skupnost ima zagotovljeno in povsem legitimno pravico 
soodločanja pri posegih v njeno okolje. Največkrat se lokalne skupnosti aktivno vključujejo 
v posege v okolje zaradi lastnih vrednot in stališč ter zaščite lastnih interesov.
V zadnjerm času je pri različnih posegih v okolje  in prostor tudi v Sloveniji vedno bolj prisoten učinek "Ne na mojem dvorišču".
Nekaj izpostavljenih primerov:
- gradnja garažne hiše pod Ljubljansko centralno tržnico
- gradnja hidroelektrarn na reki Muri (2006)
- gradnja športnega objekta Stožice v Ljubljani
- širitev Jedrske elektrarne Krško (2010)
- gradnja džamije v Ljubljani
- gradnja plinskega terminala v Tržaškem zalivu
- gradnja vetrne elektrarne na Volovji rebri
- gradnja vetrnih elektrarn v Senožečah[1][2]
- gradnja daljnovoda mimo Ljubljane[3][4][5]
- varstveno delovni center za osebe s posebnimi potrebami v Grosuplju [6]
- gradnja hidroelektrarne na reki Muri (2018) [7]
- gradnja vetrnih elektrarn nad Ilirsko Bistrico (2024) [8]
- gradnja vetrnih elektrarn na Pohorju (2024)[9]

## Podobni akronimi
- BANANA - Build Absolutely Nothing Anywhere Near Anything : Ne gradi ničesar nikjer blizu česarkoli
- CAVE - Citiziens Against Virtually Everything : Državljani proti skoraj vsemu
- LULU - Locally unpopular land use : Lokalno nepriljubljena (nezaželena) raba tal
- PITBY - Put it in their back yard : Postavi ga na svoje dvorišče
- FRUIT - Fear of Revitalization Urban-Infill and Towers
- NOPE - Not on Planet Eart : Ne na planetu Zemlja
- NAMBY -  Not against my business or industry
- NIABY – Not in anybody's back yard : Ne na kateremkoli dvorišču
- NIMFOS – Not in my field of sight : Ne v mojem vidnem polju
- NINA - Ni ici ni ailleurs : Ne tukaj, niti drugje
- NIMD - Not in my district : Ne v mojem okrožju
- NIMTOO - Not in my term of office : Ne v času mojega mandata
- NIMEY - Not in my election year (yard) : Ni v mojem volilnem območju ( v volilnem obdobju)
- BIMBY - Build in My Back Yard : Gradimo na mojem vrtu
- SOBBY - Some Other Bugger's Back Yard :
- WIMBY - Welcome in my Back Yard : Dobrodošli na mojem dvorišču